# You da One
«You Da One» — песня барбадосской певицы Рианны, ставшая вторым синглом с её шестого студийного альбома «Talk That Talk». 11 ноября 2011 года выложила его на своей странице в Facebooke, а официальный релиз состоялся 14 ноября.
Композицию спродюсировал Dr. Luke известный по работам с другими популярными исполнителями.

## Чарты
В чарте Billboard Hot 100 песня стартовала 16 ноября 2011 года на 73 месте, а в хит-параде Hot 100 Airplay на 14 месте. Через неделю в Billboard Hot 100, песня поднимается в Топ-10 на 9 строчку, при том, что первую строчку продолжает удерживать другой сингл Рианны — «We Found Love».
| Чарт (2011)                                          | Высшее место |
| ---------------------------------------------------- | ------------ |
| Австралия (ARIA)                                     | 26           |
| Бельгия (Ultratop 50 Flanders)                       | 39           |
| Бельгия (Ultratop 40 Wallonia)                       | 50           |
| Бразилия (Brasil Hot 100 Airplay)                    | 27           |
| Великобритания R&B (The Official Charts Company)     | 5            |
| Великобритания Singles (The Official Charts Company) | 6            |
| Ирландия (IRMA)                                      | 12           |
| Нидерланды (Dutch Top 40)                            | 53           |
| Новая Зеландия (RIANZ)                               | 10           |
| Норвегия (VG-lista)                                  | 16           |
| Словакия (IFPI)                                      | 16           |
| США Billboard Hot 100                                | 14           |
| Франция (SNEP)                                       | 23           |
| Чехия (IFPI)                                         | 29           |
| Швеция (Sverigetopplistan)                           | 17           |
| Шотландия (The Official Charts Company)              | 15           |
| Южная Корея (Gaon Chart)                             | 7            |